# Guido Hitze

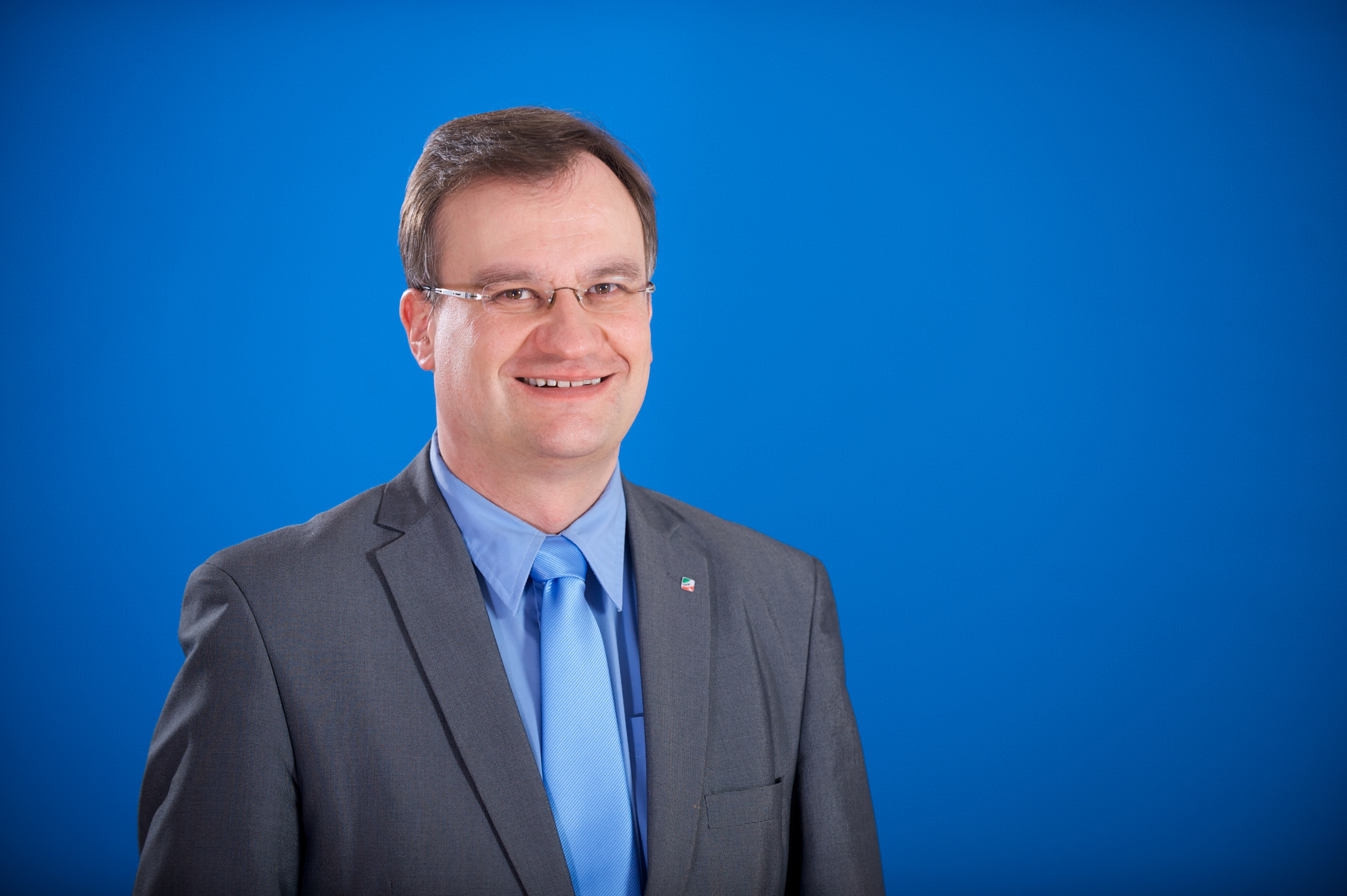
Guido Hitze (2014)

Guido Hitze (* 1967) ist ein deutscher Historiker und Politologe und seit 2020 Leiter der Landeszentrale für politische Bildung Nordrhein-Westfalen.

## Werdegang
Nach dem Abitur 1987 in Düsseldorf schloss sich bis 1993 ein Magisterstudium der Geschichte, Philosophie und Politikwissenschaft an den Universitäten Wuppertal und Eichstätt als Stipendiat der Konrad-Adenauer-Stiftung an. Dem Magister Artium im Jahr 1993 folgte die Promotion 1999 an der Bergischen Universität Wuppertal mit einer Dissertation über den Vorsitzenden der Zentrumspartei in Oberschlesien, Reichstagsabgeordneten und katholischen Pfarrer Carl Ulitzka. Betreuer war Heinrich Küppers.
Von 1998 bis 2007 war Hitze wissenschaftlicher Mitarbeiter der Konrad-Adenauer-Stiftung, darunter von 2000 bis 2007 im Archiv für Christlich-Demokratische Politik. Von Oktober 2007 bis Mai 2008 war er Leiter des Referats Grundsatzfragen der Landespolitik in der nordrhein-westfälischen Staatskanzlei, danach bis Januar 2013 Referatsleiter in der Landeszentrale für politische Bildung Nordrhein-Westfalen zuständig für Grundsatz sowie Gedenkstättenförderung und Erinnerungskultur.
Von Februar 2013 bis Dezember 2017 war Hitze Abteilungsleiter Politik und Strategie der CDU Nordrhein-Westfalen. 2018 war er als Gutachter im Ministerium für Kultur und Wissenschaft des Landes Nordrhein-Westfalen tätig. Ab Sommersemester 2018 ist er Lehrbeauftragter für Politikwissenschaft der NRW School of Governance an der Universität Duisburg-Essen.
Bis 2020 war er zudem Leiter der Planungsgruppe des Landtages Nordrhein-Westfalen für das Haus der Geschichte Nordrhein-Westfalen.

## Mitgliedschaften
Hitze ist Mitglied der „Forschungsgemeinschaft 20. Juli e. V.“, des „Brauweiler Kreises für Landes- und Zeitgeschichte e. V.“, der Historischen Kommission für Schlesien, der Gesellschaft für Rheinische Geschichtskunde, der Historischen Kommission des Rheinlandes sowie der Görres-Gesellschaft.

## Schriften (Auswahl)

### Monographien
- Carl Ulitzka (1873–1953) oder Oberschlesien zwischen den Weltkriegen (= Forschungen und Quellen zur Zeitgeschichte, Bd. 40). Droste, Düsseldorf 2002.[4]
- Verlorene Jahre? Die nordrhein-westfälische CDU in der Opposition 1975–1995. Teil I: 1975–1985; Teil II: 1985–1990; Teil III: 1990–1995 (= Forschungen und Quellen zur Zeitgeschichte, Bd. 45). Droste, Düsseldorf 2010.[5][6]

### Herausgeberschaften
- (mit Jörg Hentzschel-Fröhlings und Florian Speer): Gesellschaft – Region – Politik. Festschrift für Hermann de Buhr, Heinrich Küppers und Volkmar Wittmütz. Norderstedt 2006.
- (mit Paul Ciupke/Alfons Kenkmann/Astrid Wolters/Wieslaw Wysok): Gedenkstättenarbeit und Erinnerungskultur. Ein deutsch-polnischer Austausch. (= Geschichte und Erwachsenenbildung, Bd. 25), Klartext, Essen 2014.
- (Red.): 70 Jahre CDU-Landtagsfraktion Nordrhein-Westfalen. Herausgegeben von der CDU-Landtagsfraktion Nordrhein-Westfalen, Droste, Düsseldorf 2016.

### Buch- und Zeitschriftenbeiträge
- Schicksalsgemeinschaft Dachau. Wie der oberschlesische Zentrumsprälat Carl Ulitzka 1945 nach Ingolstadt kam. In: Ingolstadt im Nationalsozialismus. Eine Studie (= Dokumentation zur Zeitgeschichte, Bd. 1). Hrsg. vom Stadtarchiv u. a. Ingolstadt. Ingolstadt 1995, S. 355–369.
- Emil Franzke (1895–1984), Präsident der Landwirtschaftskammer Oberschlesien. Zugleich ein Beitrag zur Geschichte der Zentrumspartei in Oberschlesien. In: Oberschlesisches Jahrbuch 11 (1995), S. 187–227.
- Das kirchliche und politische Engagement Prälat Ulitzkas. In: Via Silesia 3 (1996), S. 117–146.
- Carl Ulitzka und die preussische Provinz Oberschlesien 1922–1934 [Carl Ulitzka a pruska prowincja górnośląska 1922–1934]. In: Instytut Historii Uniwersytetu Śląskiego w Katowicach/Państwowy Instytut Naukowy – Instytut Śląski w Opolu/Muzeum Górnośląskie w Bytomiu: Górny Śląsk po podziale w 1922 roku. Co Polska, a co Niemcy dał y mieszkańzom tej ziemi? Praca zbiorowa pod redacja Z. Kapaly, W. Lesiuka, M. W. Wanatowicz. Bytom 1997, tom 1, S. 130–168.
- Oberschlesien im politischen Denken Carl Ulitzkas [Górny Śląsk w myśli politycznej Carla Ulitzki]. In: Danuta Kisielewicz/Lech Rubisz (Hrsg.): Śląsk w myśly politycznej i działalności Polakówi Niemców w XX wieku. Opole 2001, S. 171–193.
- Die Minderheiten in Oberschlesien 1922–1939. In: Via Silesia 2000/2001, S. 115–141.
- Die oberschlesische Frage im Jahre 1921. In: Die Politische Meinung 397 (Dezember 2002), S. 61–67.
- Anatomie eines Niedergangs. Eine Untersuchung über die nordrhein-westfälische CDU in den Jahren 1980–1995. In: Geschichte im Westen 17 (2002), S. 202–235.
- Hans Lukaschek (1885–1960). In: Zeitgeschichte in Lebensbildern. Bd. 11: Aus dem deutschen Katholizismus des 19. und 20. Jahrhunderts. Hrsg. von Jürgen Aretz, Rudolf Morsey und Anton Rauscher, Münster 2004, S. 143–159 u. 339 f.
- Hans Lukaschek (1885–1960). Bundesvertriebenenminister. In: Günter Buchstab/Brigitte Kaff/Hans-Otto Kleinmann (Hrsg.): Christliche Demokraten gegen Hitler. Aus Verfolgung und Widerstand zur Union. Herder, Freiburg i.Br./Basel/Wien 2004, S. 353–361.
- Geburtsstunde einer politischen Identifikationskampagne – ‚Wir in Nordrhein-Westfalen‘ und der Landtagswahlkampf 1985. In: Geschichte im Westen 20 (2005), S. 89–123.
- Joseph Wirth und der politische Klerikalismus. Anmerkungen zur Situation des deutschen Katholizismus vor 1933. In: Hentzschel-Fröhlings/Hitze/Speer (Hrsg.): Gesellschaft – Region – Politik, S. 343–367.
- Medienpolitik à la NRW in den 1980er Jahren. Politische Reform zwischen Anpassungsdruck, Gestaltungswillen und Machtkalkül. In: Geschichte im Westen 21 (2006), S. 81–124.
- Die Parteien und das Land. Der Mythos vom ‚sozialdemokratischen Stammland‘ NRW. Johannes Rau (1931–2006) als Ministerpräsident von Nordrhein-Westfalen. In: Jürgen Brautmeier/Ulrich Heinemann (Hrsg.): Mythen – Möglichkeiten – Wirklichkeiten. 60 Jahre Nordrhein-Westfalen (= Düsseldorfer Schriften zur Neueren Landesgeschichte und zur Geschichte Nordrhein-Westfalens, Bd. 77), Klartext, Essen 2007, S. 153–171.
- Adolf Kaschny (1881–1951). In: Schlesische Lebensbilder IX. Hrsg. von Joachim Bahlcke. Insingen 2007, S. 351–360.
- Emil Franzke (1895–1984). In: Schlesische Lebensbilder IX. Hrsg. von Joachim Bahlcke. Insingen 2007, S. 399–411.
- Das Konzept der ‚neuen Sicherheit‘. Zur Auseinandersetzung um den ‚Neoliberalismus‘ in der Programmatik der Unionsparteien. In: Historisch-Politische Mitteilungen 14 (2007), S. 1–25.
- Priester im Spannungsfeld von Kirche und Politik: Carl Ulitzka (1873–1953). In: Konrad Glombik (Hrsg.): Stara wieś/Antiqua villa/Altendorf. Kronika prafii św. Mikołaja Raciborzu i jej proboszczowie. Opole 2008, S. 379–392.
- (gemeinsam mit Piotr Hnatyszyn): Einführung. In: Grenzgänger. Erzählte Zeiten, erzählte Menschen, erzählte Orte. Begleitveröffentlichung zur gleichnamigen Ausstellung des „Hauses für deutsch-polnische Zusammenarbeit“ in Gleiwitz anlässlich des 85. Jahrestages der Grenzziehung in Oberschlesien. Gliwice 2008, S. 11–28.
- Von ‚Wir in NRW‘ bis ‚Nordrhein-Westfalen kommt wieder‘. Landesbewusstsein und Landesidentität in den landespolitischen Integrationsanstrengungen von Regierungen, Parteien und Parlament. In: Jürgen Brautmeier/Kurt Düwell/Ulrich Heinemann/Dietmar Petzina (Hrsg.): Heimat Nordrhein-Westfalen. Identitäten und Regionalität im Wandel. (= Düsseldorfer Schriften zur Neueren Landesgeschichte und zur Geschichte Nordrhein-Westfalens, Bd. 83), Klartext, Essen 2010, S. 89–117.
- Aufbrüche, Umbrüche, Wendepunkte. Die 1960er Jahre und der Wandel der kulturellen Identitäten an Rhein und Ruhr. In: Gertrude Cepl-Kaufmann/Jasmin Grande (Hrsg.): Schreibwelten – Erschriebene Welten. Zum 50. Geburtstag der Dortmunder Gruppe 61. Klartext, Essen 2011, S. 58–65.
- Das Komplott von Oberschlesien, in: Frankfurter Allgemeine Zeitung vom 21. Mai 2011.
- Nikolaus Graf Ballestrem (1900–1945). In: Schlesische Lebensbilder XI. Herausgegeben von Joachim Bahlcke, Insingen 2012, S. 531–547.
- Die ‚Blüm-Falle‘ – Weshalb es für Bundespolitiker nahezu unmöglich ist, auf Landesebene eine Regierung abzulösen. In: Hammelsprung. Magazin für politische Entscheidungen, Nr. 06/2012, S. 34–37.
- Die Vision Europa. Chancen, Scheitern und Perspektiven einer europäischen Verständigung in der Zwischenkriegszeit am Beispiel der deutsch-französischen Katholikenkonferenz in Berlin 1929. In: Historisch-Politische Mitteilungen 21 (2014), S. 1–34.
- (gemeinsam mit Paul Ciupke/Alfons Kenkmann/Astrid Wolters/Wieslaw Wysok): Gedenkstättenarbeit und Erinnerungskultur – ein deutsch-polnischer Austausch. In: Dies.: Gedenkstättenarbeit und Erinnerungskultur, S. 9–11.
- Anforderungen, Probleme und Herausforderungen einer beginnenden europäischen Erinnerungskultur. Das Beispiel Nordrhein-Westfalen und Polen. In: Ciupke/Hitze/Kenkmann/Wolters/Wysok (Hrsg.): Gedenkstättenarbeit und Erinnerungskultur, S. 15–20.
- ‚Kein Ehrengrab für den SS-Mann und Nazi-Helfer‘. Anmerkungen zur Kontroverse um die angebliche NS-Vergangenheit des CDU-Politikers Josef Hermann Dufhues. In: Historisch-Politische Mitteilungen 22 (2015), S. 231–251.
- Im Westen die Besten? Anmerkungen zu siebzig Jahren Nordrhein-Westfalen. In: Die Politische Meinung 61 (2016), Nr. 541, S. 14–21.
- Hans Graf Praschma (1867–1935). In: Schlesische Lebensbilder XII. Hrsg. von Joachim Bahlcke. Würzburg 2017, S. 223–235.
- Johannes Maier-Hultschin (1901–1958). In: Schlesische Lebensbilder XII. Hrsg. von Joachim Bahlcke. Würzburg 2017, S. 381–398.
- Oberschlesien als internationaler Streitfall. In: Historie. Jahrbuch des Zentrums für Historische Forschung Berlin der Polnischen Akademie der Wissenschaften 13 (2020), S. 47–63.